# Invasion of Imma Be Rocking That Body (Megamix)
Invasion of Imma Be Rocking That Body (Megamix) — ремиксовый мини-альбом хип-хоп группы Black Eyed Peas, вышедший в 2010 году. Мини-альбом состоит из ремиксов на синглы «Imma Be» и «Rock That Body».

## Музыкальное видео
В феврале 2010 года Black Eyed Peas выпустили видео на синглы «Imma Be» и «Rock That Body». 10-минутный клип был снят Ричем Ли. Согласно сюжету, участники группы становятся частью эпического сражения в пустыне между дружелюбными и вражескими роботами.

## Оценка критиков
Will.i.am назвал выпущенное видео «лучшим из всего, что Black Eyed Peas делали ранее». На сайте Entertainment Weekly согласились с этой оценкой, отметив большое количество сюжетных поворотов в клипе и сравнив его с франшизой «Трансформеры». Обозреватель музыкального канала MTV назвал новую работу группы «столкновением Людей Икс и Матрицы». В журнале Rolling Stone отметили десятиминутную длительность видео, что делало его похожим на «November Rain» Guns 'N Roses, а также постапокалиптический сеттинг, в котором ранее разворачивались события клипов «Run This Town» Jay-Z и «Time for Miracles» Адама Ламберта. Кроме того, мотив «танцующих роботов» ранее обыгрывался группой во время выступления на церемонии награждения премией Грэмми.

## Список композиций
1. «Imma Be (Wolfgang Gartner Remix)» — 06:24
2. «Imma Be (Danger Olympic Remix)» — 04:31
3. «Imma Be (Poet Name Life / DJ Ammo Remix)» — 04:42
4. «Rock That Body (Skrillex Remix)» — 05:09
5. «Rock That Body (Chris Lake Remix)» — 05:53
6. «Rock That Body (apl.de.ap & DJ Replay Remix for Jeepney Music)» — 04:41